# 广西青梅
广西青梅（学名：Vatica guangxiensis）为龙脑香科青梅属下的一个种。它们是中国的特有种，分布在广西和云南，其可能在越南也有分布。其种加词“guangxiensis”意为“广西的”。
广西青梅是一种大型的树，最高可长至40米。它们生长于山坡和丘陵上。
目前因为受到栖息地破坏和过度伐木的威胁，它们在世界自然保护联盟红色名录和中国物种红色名录中分别被列为濒危和极危。 